# C' Chartres Métropole handball
Vous lisez un « bon article » labellisé en 2019.
Maillots
Dernière mise à jour : 11 août 2025.
Le C' Chartres Métropole handball est un club de handball français situé à Chartres dans le département d'Eure-et-Loir en région Centre-Val de Loire.
L'association loi de 1901 est fondée en 1969 sous le nom de « CS Mainvilliers handball » en tant que section du club omnisports du même nom. Monté au niveau national dans les années 1980, le club franchit une à une les divisions. Entre 2005 et 2007, l'équipe fanion passe de Nationale 3 à Nationale 1 avec deux promotions successives puis une troisième en 2011 pour monter en Division 2. En 2015, la partie professionnelle du club renommée « Chartres Métropole handball 28 » remporte la finale des play-off de D2 et est promue en Division 1. Après l'ASTT Chartres (tennis de table) et les French Cubs (baseball), le CMHB 28 est le troisième club d'Eure-et-Loir à intégrer l'élite de son sport. Mais le groupe ne s'y maintient pas. De retour en seconde division, le CMHB28 ne parvient pas à remonter malgré le statut de favori à chaque saison. En 2019, renommé « C' Chartres » comme les autres clubs majeurs de la ville, il termine premier de la phase régulière puis remporte les finales et retrouve ainsi l'élite trois ans après un premier passage.
Le C' Chartres Métropole handball dispute ses matchs à domicile à la Halle Jean-Cochet jusqu'en avril 2024 avant de déménager au Colisée, où il évolue en ciel et blanc. Depuis septembre 2014, il dispose d'un centre de formation. La nouvelle SAS est présidée par Ghennadii Solomon depuis juillet 2024 et l'équipe première évoluant en première division est entraînée par Nebojša Stojinović depuis avril 2023.

## Histoire
- 1969 : Fondation du « CS Mainvilliers HB »
- 1987 : Montée en Nationale 3
- 1988 : Montée en Nationale 2
- 1998 : Relégation en N3
- 2004 : Renommé « Mainvilliers-Chartres HB »
- 2006 : Remontée en N2
- 2007 : Accession en Nationale 1
- 2008 : La structure professionnelle devient « Chartres-Mainvilliers HB »[note 1]
- 2011 : Accession en Pro D2
- 2012 : La structure professionnelle devient « Chartres Métropole Handball 28 »
- 2015 : Accession en Division 1
- 2016 : Premier quart-de-finale de Coupe de France
- 2018 : Renommé « C' Chartres Métropole handball »
- 2019 : Champion de D2 et retour en D1

### Les débuts (1969-1984)
En septembre 1968, quelques anciens joueurs du « Cercle laïque de Chartres » décident de créer une section handball au sein du « Club sportif de Mainvilliers », dont Jean Piedallu qui devient président.
Les débuts sont difficiles à une époque où le handball se pratique surtout au niveau scolaire et commence à s'implanter au niveau adulte dans le département d'Eure-et-Loir. Les rencontres se déroulent souvent en plein air, quel que soit le temps.
En 1971, la construction de la salle des sports Pierre-de-Coubertin facilite le développement de la section au niveau départemental et régional.

### Niveau national (1984-2003)
En 1984-1985 et 1985-1986, les banlieusards chartrains emmenés par Gilles Blanchouin échouent à la seconde place de Prénational.
En 1986-1987, le CS Mainvilliers HB atteint pour la première fois le championnat de Nationale 3. Quatre-cents personnes viennent assister au match décisif contre Gien.
Un an après, dans sa nouvelle salle, l'équipe se hisse à la seconde place de sa poule de N3, donnant accès au barrage d'accession en N2. Le premier double duel l'oppose à l'autre second, Wattrelos, pour deux rencontres serrées tournant à l'avantage des Euréliens (32-32 dans le Nord et 26-25 au retour). Viennent ensuite les matchs contre le dixième de N2, les PTT Paris. Les Mainvillois perdent d'abord d'un but à domicile (24-25) avant de gagner de deux unités à la capitale (28-30). Après deux montées successives, les joueurs décident de s'autogérer en matière d'entraînement.
Les résultats de la saison 1988-1989 sont corrects avec une cinquième place finale de N2. Suivent dix années de maintien à ce niveau,. En 1998, l'équipe redescend en Nationale 3.

### Montée en puissance (2003-2011)
L'élément déclencheur de la progression du club est l'arrivée de Raoul Prandi en 2003. En 2004, le club devient le « Mainvilliers-Chartres Handball », concrétisant un rapprochement entre le CS Mainvilliers et celui de la MSD Chartres.
Pour la saison 2005-2006, le recrutement de l'international tunisien Mourad Khabir, associé à Prandi entre autres, met le handball chartrain sur orbite. L'équipe est invaincue de sa poule 4 de Nationale 3 et remporte logiquement le championnat de Nationale 3 en 2005-2006.
Saša Mitrović renforce à son tour le groupe et une nouvelle saison invaincue offre au club une seconde promotion consécutive. Le futur international français Valentin Porte, âgé seulement de seize ans, figure déjà dans l’équipe.
Pour sa première saison en Nationale 1, le MCHB finit à la neuvième place en 2007-2008. Il se sauve lors de la dernière journée, devant mille personnes à la Halle Jean-Cochet, et la réception du quatrième qui n'a plus rien à jouer, Livry-Villepinte (victoire 34-25).
Sur l'exercice 2008-2009, l'équipe première prend le nom de « Chartres-Mainvilliers Handball » tandis que le reste des équipes continuent à évoluer sous la dénomination précédente. L'équipe finit à la septième place de N1.
Lors de la saison 2009-2010, le club ne passe pas loin de l’accession en ProD2, en finissant quatrième.

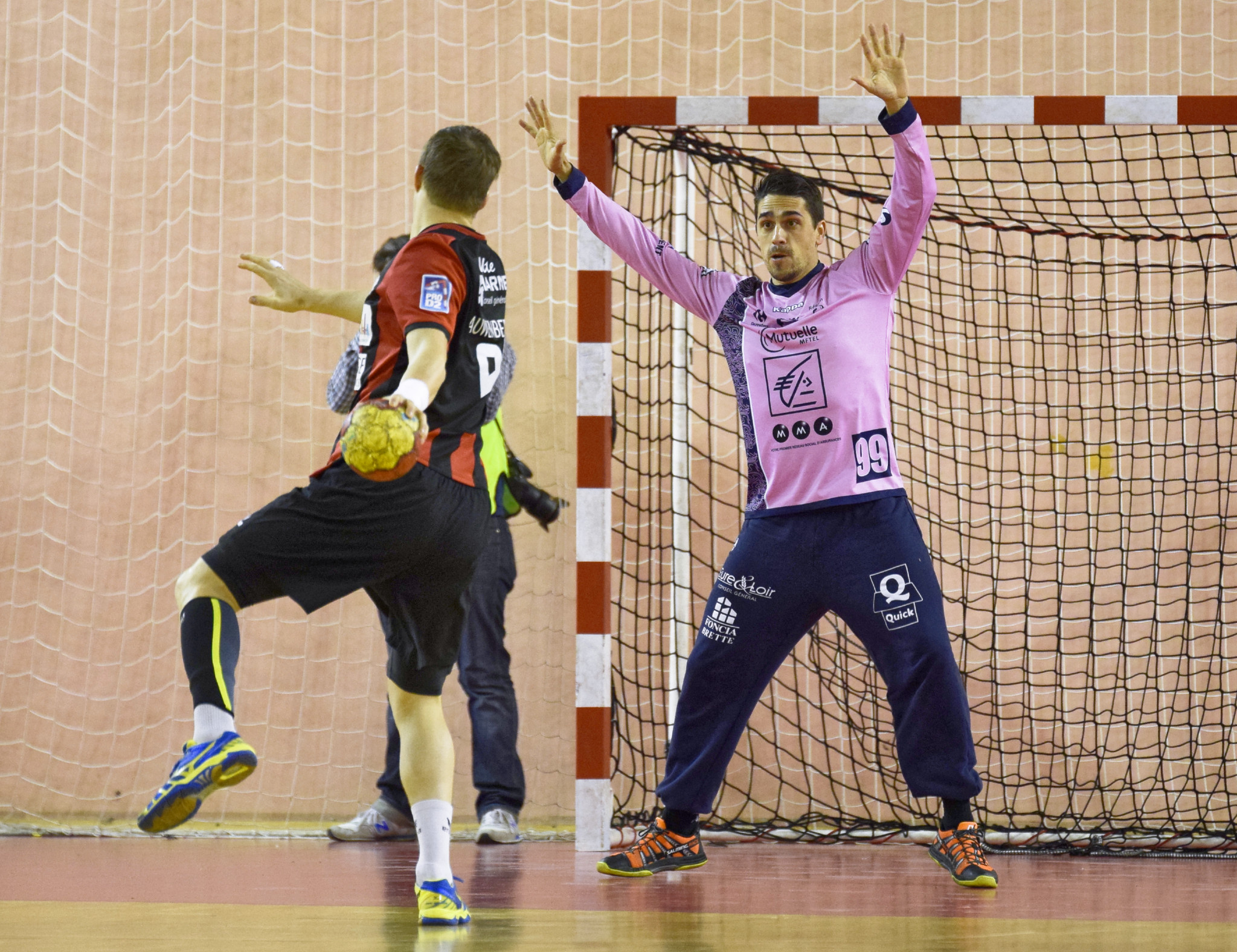
Sylvain Astruc, meilleur gardien de N1 2010-11.

La Fédération française décide alors de limiter la promotion à une seule équipe par poule de Nationale 1 contre deux auparavant. La grande majorité des joueurs reste au club et quatre joueurs expérimentés sont recrutés.. Le budget est sensiblement augmenté grâce aux partenaires. Avec tous ces renforts, l'équipe termine première de la Poule 1 avec 25 victoires et seulement un match nul chez le second, Bordeaux, du jamais vu à ce niveau de compétition. L'effectif est alors composé de seize joueurs, dont cinq professionnels et quatre « semi-pro ». Le club se donne le luxe de remporter la finale de championnat contre Massy. Au terme de cette saison 2010-2011, Mainvilliers-Chartres voit quatre de ses joueurs élus dans l'équipe-type : Sylvain Astruc meilleur gardien, Maxime Cherblanc pivot le plus performant pour la troisième fois d'affilée, Saša Mitrović arrière droit et Thibaut Karsenty s'offre le titre de meilleur demi-centre de la poule 1.

### Le professionnalisme (depuis 2011)
Pour aborder le mieux possible la deuxième division, Chartres-Mainvilliers recrute deux arrières expérimentés : Emeric Paillasson et Yacinn Bouakaz. Le budget se situe dans le premier tiers du championnat de ProD2, grâce à la participation des partenaires, notamment la ville de Chartres et le Conseil général d'Eure-et-Loir. Pour leur première saison, les rouges et noirs finissent septièmes. En Coupe de France, les Chartrains sont éliminés en seizièmes-de-finale contre l'US Ivry, pensionnaire de D1.
Au moment d'attaquer son second exercice de ProD2, la structure professionnelle change à nouveau de nom pour devenir le « Chartres Métropole Handball 28 », l'association s'appelant toujours « Mainvilliers-Chartres Handball ». Deux ex-internationaux français arrivent à Chartres : Sébastien Mongin et Ostertag. La saison régulière se termine à une cinquième place, qualificative pour les play-offs, dont les Chartrains sont éliminés d'un but contre Mulhouse (27-31 puis 30-26) en demi-finale,. En Coupe de France, nouvelle élimination en seizièmes-de-finale contre Massy (ProD2).

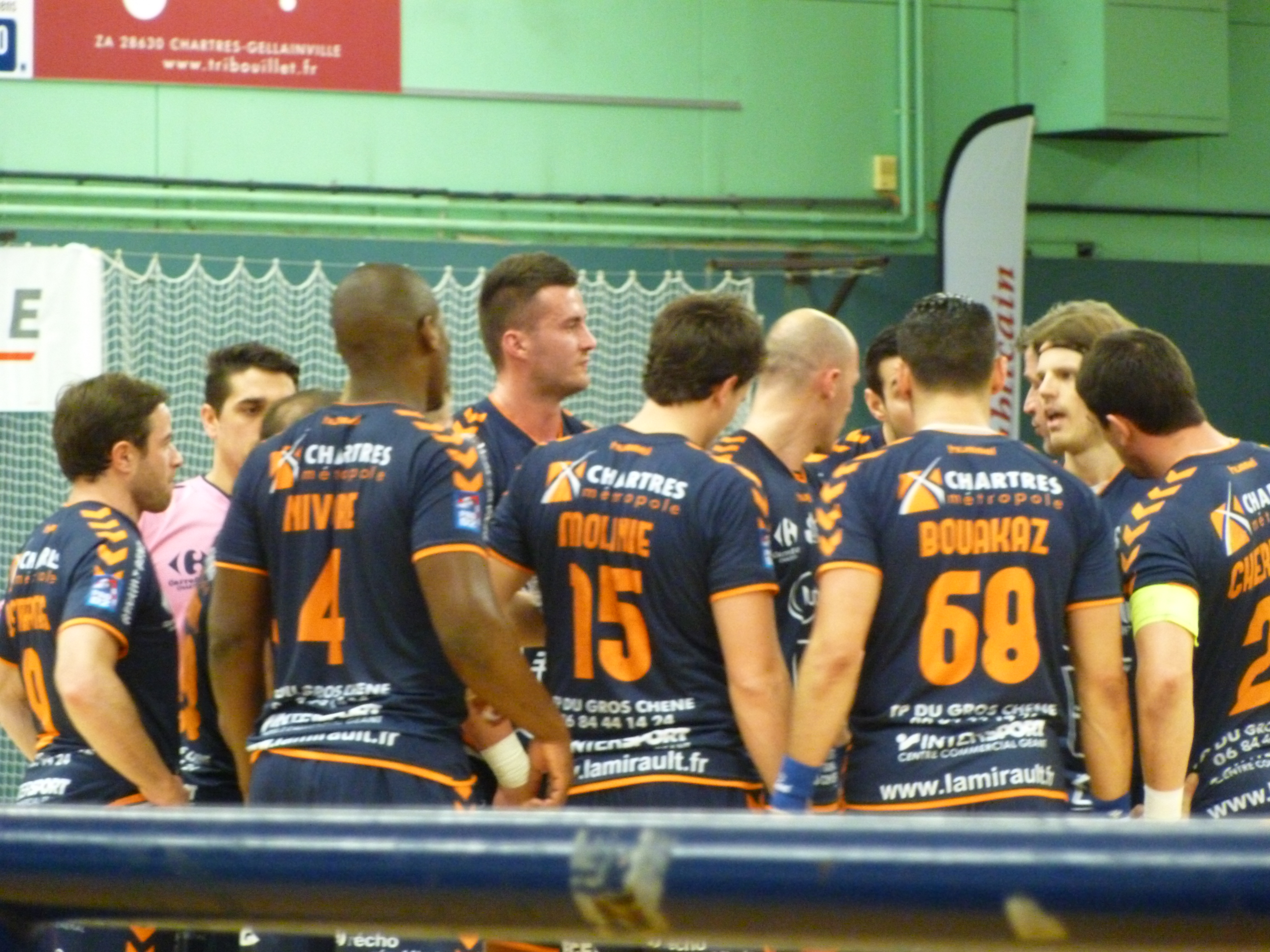
Regroupement des joueurs avant un match lors de la saison 2013-2014.

À l'été 2013, le club réalise un recrutement de haut niveau avec notamment trois joueurs de première division : Nebojša Grahovac et Thomas Capella de Chambéry, ainsi que le Parisien Rudy Nivore ; et l'ex-Barjot Pascal Mahé comme entraîneur. La déception est grande quand l'équipe termine à la huitième place de D2 2013-2014.
Le club termine quatrième en 2014-2015, après avoir été en tête lors de la majorité de la première phase et avec la meilleure attaque (717 buts). Cette place leur permet de participer aux play-off d'accession en LNH pour accompagner le champion, l'US Ivry. En demi-finale, Chartres se fait accrocher par Massy dans sa salle (26-26) puis les joueurs de Mahé s'imposent (23-21) en Île-de-France. En finale, Chartres domine facilement le Mulhouse HSA (32-22) lors du match aller. Sa défaite à Mulhouse (33-26) au retour ne l'empêche pas d'accompagner Ivry dans l'élite,. La saison 2014-2015 est une réussite pour le club dans toutes les catégories : l’équipe première en LNH, la réserve championne de France de N3, l’équipe 3 monte en Pré-nationale, les moins de 18 ans sont quart-de-finalistes du Championnat de France, les moins de 14 ans champions régionaux et les moins de 12 ans champions d’Eure-et-Loir. La majorité des équipes sont alors au sommet de leur catégorie.

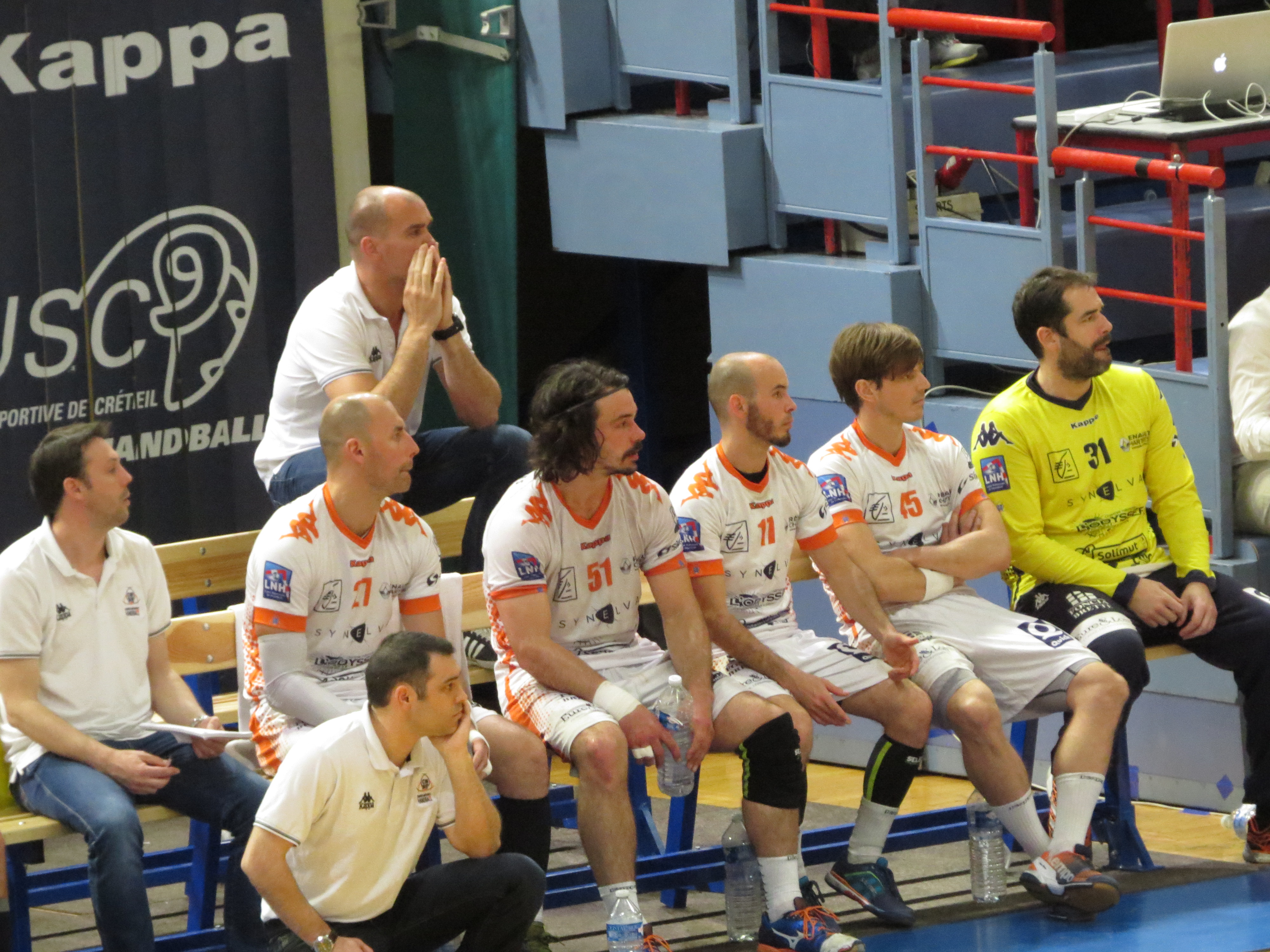
Banc de touche en D1 en mai 2016.

Pour sa première saison dans l'élite française, le CMHB 28 est rapidement distancé au classement avec un premier point acquis à la huitième journée seulement. À la fin du mois d’octobre, Pascal Mahé est écarté. Jérémy Roussel insuffle un nouvel élan, sans pour autant éviter la relégation, le CMHB terminant à la treizième place, à cinq longueurs du maintien. À l'inter-saison, Chartres renouvelle dans les grandes largeurs son effectif avec huit départs et sept arrivées. Le club ne compte pas rester plus d’un an dans la nouvelle « Proligue ».
De retour en D2 pour la saison 2016-2017 et après une saison régulière assez décevante (cinquième place avec huit défaites et quatre nuls) malgré le second budget du championnat, le CMHB28 réalise de bons play-offs, étant la seule équipe à remporter trois matches. En finale, Chartres croise à nouveau la route de Massy. Battus 26-24, trois jours après leur victoire 28-26 à l'aller, les Chartrains voient l'accession s'envoler au nombre de buts marqués à l'extérieur.
Pour la saison 2017-2018, alors qu'il avait déjà le statut de favori la saison précédente, le CMHB28 est à nouveau l'équipe à battre. Il part avec le plus gros budget du championnat (3,17 M€) et la masse salariale la plus importante (1,92 M€). Malheureux dans certains choix l'année précédente — cinq des sept recrues de 2016 repartent au bout d'un an —, Jérémy Roussel remodèle de nouveau son groupe. Edin Bašić, ancien patron de Chambéry et élu trois fois meilleur demi-centre de D1, le pivot ex-international Grégoire Detrez et l'ailier gauche Rémi Feutrier (international japonais) renforcent le groupe notamment. L'objectif est de s'épargner la loterie des play-offs, et d'aller chercher la première place. Mais la saison est un échec : après la seconde place obtenue, le club est éliminé en demi-finale de play-off. En avril 2018, la municipalité chartraine impose une identité commune aux principaux clubs de la ville évoluant au niveau national dans les sports collectifs, en déclinant sa marque territoire « C' Chartres » et la couleur dominante pour leur maillot : le bleu de Chartres, un bleu clair.
Sous son nouveau nom de « C' Chartres Métropole Handball », le club écarte l'entraîneur Roussel et son adjoint Jérôme Delarue lui succède. L'équipe compte alors neuf internationaux, record de la division. L'objectif reste la première place et la montée directe en première division. Lors de l'exercice 2018-2019, l'équipe surclasse la Proligue et s'adjuge la première place à deux journées du terme de la saison régulière, notamment grâce aux performances de ses recrues internationales, Sergiy Onufriyenko et Youssef Benali. Déjà promue grâce à sa première place, l'équipe remporte aussi les play-offs.
L'exercice 2019-2020 voit Chartres viser le maintien et souhaiter se stabiliser dans l'élite nationale. La saison est tronquée par la pandémie de Covid-19. À l'arrêt du championnat, Chartres est dixième et qualifié en demi-finale de la Coupe de France pour la première fois de son histoire après avoir passé trois tours à l'extérieur dont deux chez des D1.
En 2020-2021, le CCMHB ne dispute que la Starligue, la Coupe étant joué par les deux meilleurs du championnat précédent. Le club eurélien se maintient pour la première fois de son histoire dans l'élite grâce à ses résultats sur le terrain. Le C' Chartres conclu la saison à la onzième place, à six points du quinzième et premier relégué. L'ailier gauche Vanja Ilić finit troisième meilleur buteur.
Lors de la saison 2021-2022, les Chartrains se hissent en demi-finale de la Coupe de France pour la seconde fois en consécutive (l'édition précédente n'étant jouée que par deux clubs). En Starligue, l'équipe termine à la dixième position en battant son record de buts inscrits mais avec la seconde plus mauvaise défense.

## Résultats sportifs

### Palmarès
Sous l'appellation Mainvilliers-Chartres, le club remporte le championnat de Nationale 3 en 2006 avant d'enchaîner par une seconde montée sans remporter le titre de Nationale 2 l'année suivante. Quatre saisons avant que les chartrains ne s'imposent en Nationale 1 en 2011. En 2014-2015, le Chartres Métropole HB 28 termine quatrième de ProD2, participant ainsi aux play-off d'accession en Division 1. Les bleu et orange s'imposent en finale et gagnent leur ticket pour la première division. Revenue à l'échelon inférieur au bout d'un an, l'équipe échoue cette fois en finale de la phase finale. En 2019, le C' Chartres Métropole handball remporte les finales de deuxième division et remonte dans l'élite.
En coupe de France, la meilleure performance du club est un quart-de-finale atteint en 2015 et une élimination face au Paris Saint-Germain.
| Compétitions nationales | Compétitions régionales                     |
| --- | ------------------------------------------- |
| - Championnat de France D2 (1) - Champion : 2019 - Vainqueur des play-off : 2015 - Finaliste des play-off : 2017 - Nationale 1 (1) - Champion : 2011 - Nationale 3 (2) - Champion : 2006 et 2015 rés. | - Pré-nationale (1) - Champion en 2014 rés. |

### Saison par saison
| Saison    | Division    | Championnat | Championnat | Championnat | Championnat | Championnat | Championnat | Championnat | Championnat | Championnat | Championnat    | Coupe de France | Coupe de la Ligue  | Entraîneur             |
| Saison    | Division    | Class.      | Pts         | M           | V           | N           | D           | Bp          | Bc          | Diff.       | Play-off       | Coupe de France | Coupe de la Ligue  | Entraîneur             |
| --------- | ----------- | ----------- | ----------- | ----------- | ----------- | ----------- | ----------- | ----------- | ----------- | ----------- | -------------- | --------------- | ------------------ | ---------------------- |
| 2005-2006 | Nationale 3 | 1er         | -           | -           | -           | -           | -           | -           | -           | -           | -              | -               | Non-participant    | Benoit Guillaume       |
| 2006-2007 | Nationale 2 | 1er         | -           | -           | -           | -           | -           | -           | -           | -           | -              | -               | Non-participant    | Benoit Guillaume       |
| 2007-2008 | Nationale 1 | 9e / 14     | 48 pts      | 26          | 9           | 4           | 13          | 816         | 867         | -51         | -              | -               | Non-participant    | Benoit Guillaume       |
| 2008-2009 | Nationale 1 | 7e / 14     | 55 pts      | 26          | 14          | 1           | 11          | 828         | 799         | +29         | -              | -               | Non-participant    | Benoit Guillaume       |
| 2009-2010 | Nationale 1 | 4e / 14     | 64 pts      | 26          | 18          | 2           | 6           | 779         | 703         | +76         | -              | 8e de finale    | Non-participant    | Benoit Guillaume       |
| 2010-2011 | Nationale 1 | 1er / 14    | 77 pts      | 26          | 25          | 1           | -           | 865         | 683         | +182        | Vainqueur      | 8e de finale    | Non-participant    | Benoit Guillaume       |
| 2011-2012 | Pro D2      | 7e / 14     | 50 pts      | 26          | 9           | 6           | 11          | 721         | 752         | -21         | -              | 16e de finale   | Non-participant    | Benoit Guillaume       |
| 2012-2013 | Pro D2      | 5e / 14     | 54 pts      | 26          | 12          | 2           | 10          | 706         | 705         | +1          | Demi-finaliste | 16e de finale   | Non-participant    | Benoit Guillaume       |
| 2013-2014 | Pro D2      | 8e / 13     | 46 pts      | 24          | 11          | -           | 13          | 644         | 644         | 0           | -              | 8e de finale    | Non-participant    | Pascal Mahé            |
| 2014-2015 | Pro D2      | 4e / 13     | 54 pts      | 24          | 13          | 4           | 7           | 717         | 675         | +42         | Vainqueur      | 16e de finale   | Non-participant    | Pascal Mahé            |
| 2015-2016 | LNH         | 13e / 14    | 12 pts      | 26          | 5           | 2           | 19          | 674         | 784         | -110        | -              | quart de finale | Barrage            | Mahé puis Roussel      |
| 2016-2017 | Proligue    | 5e / 14     | 32 pts      | 26          | 14          | 4           | 8           | 724         | 667         | +57         | Finaliste      | 16e de finale   | 8e de finale       | Jérémy Roussel         |
| 2017-2018 | Proligue    | 2e / 14     | 37 pts      | 26          | 17          | 3           | 6           | 729         | 656         | +73         | Demi-finales   | 8e de finale    | 1er tour           | Jérémy Roussel         |
| 2018-2019 | Proligue    | 1er / 14    | 46 pts      | 26          | 22          | 2           | 2           | 822         | 726         | +96         | Vainqueur      | 8e de finale    | 8e de finale       | Jérôme Delarue         |
| 2019-2020 | Starligue   | 10e / 14    | 14 pts      | 18          | 6           | 2           | 10          | 482         | 517         | -35         | -              | demi-finale     | 8e de finale       | Toni Gerona            |
| 2020-2021 | Starligue   | 11e / 16    | 22 pts      | 30          | 11          | -           | 19          | 814         | 873         | -59         | -              | non-participant | pas de compétition | Toni Gerona            |
| 2021-2022 | Starligue   | 10e / 16    | 22 pts      | 30          | 10          | 2           | 18          | 889         | 947         | -58         | -              | demi-finale     | 8e de finale       | Toni Gerona            |
| 2022-2023 | Starligue   | 13e / 16    | 18 pts      | 30          | 8           | 2           | 20          | 876         | 918         | -42         | -              | quart-de-finale | pas de compétition | Gerona puis Stojinović |
| 2023-2024 | Starligue   | 12e / 16    | 20 pts      | 30          | 9           | 2           | 19          | 890         | 966         | -76         | -              | 8e de finale    | pas de compétition | Nebojša Stojinović     |
| 2024-2025 | Starligue   | 12e / 16    | 20 pts      | 30          | 10          | -           | 20          | 847         | 913         | -66         | -              | 8e de finale    | pas de compétition | Nebojša Stojinović     |

## Identité et image

### Nom et logo
| Dates       | Structure professionnelle | Association              |
| ----------- | ------------------------- | ------------------------ |
| 1969-2004   | -                         | CS Mainvilliers HB       |
| 2004-2008   | -                         | Mainvilliers-Chartres HB |
| 2008-2012   | Chartres-Mainvilliers HB  | Mainvilliers-Chartres HB |
| 2012-2018   | Chartres Métropole HB 28  | Mainvilliers-Chartres HB |
| depuis 2018 | C' Chartres Métropole HB  | Mainvilliers-Chartres HB |

En 1969, le club est fondé en tant que section handball du « Club sportif de Mainvilliers ». L'association est alors appelée « CS Mainvilliers handball ». En 2004, il est renommé « Mainvilliers-Chartres Handball » avec l'incorporation du nom de la grande ville locale après le rapprochement avec la MSD Chartres. Lors de l'apparition d'une structure professionnelle en 2008, cette dernière prend le nom de « Chartres-Mainvilliers Handball » (le nom des villes est échangé) tandis que toutes les autres équipes du club gardent le nom précédent. En 2012, l'équipe première - professionnelle - prend le nom de « Chartres Métropole Handball 28 », l'association se nomme toujours « Mainvilliers-Chartres Handball ». En avril 2018, la municipalité chartraine impose une identité commune aux principaux clubs de la ville évoluant au niveau national dans les sports collectifs, en déclinant sa marque territoire « C' Chartres ». Le CMHB28 devient C' Chartres Métropole Handball.
Le logo de l'association est rectangulaire avec des pointillés dessinant le coin supérieur droit d'un but de handball dans lequel sont présents l'inscription en rouge « Mainvilliers Chartres Handball » avec à sa droite un ballon de handball marqué « MCHB ». Le logo du Chartres Métropole Handball 28 comporte le sigle « CMHB28 » avec marqué en dessous, sur deux lignes, le nom rédigé. Autour du sigle sont dessinés des traits de bleu marine et orange illustrant les mouvements de bras-jambes des gardiens. Lors du renommage en 2018, le club se voit imposer le logo de la marque territoire « C' Chartres » adapté à sa discipline par la municipalité chartraine : le « C' » bleu ciel à gauche au-dessous duquel « Chartres Métropole » en bleu foncé ainsi que la lettre « H » à droite et « handball » en dessous. Pour la saison 2019-2020, le CCMHB arbore un nouveau blason. Il reprend le logo du club et fait référence aux flèches de la cathédrale Notre-Dame de Chartres avec des nuances de bleu. Pour la saison 2020-2021, il est éclairci et « Chartres » remonté.

Association (jusqu'en 2019)
CMHB 28 (2012-2018)

C' Chartres Métropole (depuis 2018)
Blason (2019-2020)
Association (depuis 2019)
Blason (depuis 2020)

### Historique des couleurs
Sous les couleurs de Mainvilliers-Chartres, les joueurs évoluaient à domicile avec un maillot rouge et un short noir.
Lors du changement de nom de l'équipe fanion en « Chartres Métropole », l'équipe prend les couleurs de la Communauté d'agglomération, avec un ensemble maillot-short à majorité bleu marine, des rappels orange et des chaussettes blanches.
Le passage en « C' Chartres » implique l'utilisation dominante de la couleur bleu de Chartres, un bleu clair, pour le maillot.
| Mainvilliers-Chartres |  | Chartres Métropole |  | CCMHB 2018-2019 dom |  | CCMHB 2018-2019 ext |

## Structures du club

### Aspects juridiques et économiques

#### Statut du club et des joueurs
Le Chartres Métropole handball est fondée en 1969 en tant que club sportif, régi par la loi sur les associations établie en 1901. Le club est affilié sous le no 0628002 à la Fédération française de handball. Il appartient de plus à la Ligue Centre-Val de Loire de handball et au Comité d'Eure-et-Loir. En 2009, l'association compte un comité directeur de vingt bénévoles qui gère un budget de 350 000 euros et environ 750 licenciés.
Les joueurs sont juridiquement sportifs amateurs jusqu'en juillet 2011 et le passage au professionnalisme. En 2010-2011, lors de l'accession en ProD2, l'effectif est alors composé de seize joueurs, dont cinq professionnels et quatre « semi-pro ». Les joueurs se retrouvent, à partir de la fin de cette saison, salariés du club et sont rémunérés sur la base d'un contrat. Lors de la saison 2014-2015, l'effectif comprend dix-huit professionnels évoluant en équipe première. Trois joueurs sont à mi-temps et exercent donc une activité en dehors : Thibaut Karsenty, manager du club, ainsi que les gardiens Louis Prévost et Sylvain Astruc.
Pour la saison 2015-2016, avant de séparer juridiquement ses secteurs professionnelle et amateur, le CMHB28 investit de nouveaux locaux, près de la Halle Jean-Cochet, et renforce son staff technique et administratif. Le club embauche un troisième éducateur aux côtés des anciens joueurs Romain Vimard et Reda Yesli. La mission est confiée à l'ancien international Sébastien Ostertag, qui met un terme à sa carrière mais reste en Eure-et-Loir. Pas conservé dans l'effectif, le gardien Sylvain Astruc intègre également le staff, sans être salarié à plein-temps, avec comme rôle la préparation spécifique des gardiens de but de l'équipe première et du centre de formation.
Pour permettre la séparation des secteurs professionnel et amateur, une société par actions simplifiée (SAS) est mise en place début 2019 pour être effective au début de la saison 2019-2020. Elle est chargée de la gestion de l’équipe professionnelle et celle du centre de formation. Elle aura aussi, comme première mission, celle de pérenniser le club en Starligue (D1), de développer la marque C’Chartres. Cette SAS à convention sportive est présidée par Steeve Baron, l’un des partenaires du C'CMHB et sa direction générale est confiée à Raphaël Geslan, déjà connu dans le monde du handball pour ses activités passées dans les clubs de Montpellier, Aurillac et Toulouse.

#### Équipementier et sponsors
Lors de la saison 2014-2015, le Chartres MHB28 change d'équipementier et passe chez Kappa pour trois ans. Mainvillers-Chartres handball compte alors une centaine de sponsors.
Le club a comme partenaire principal le Groupe Caisse d'épargne Loire-Centre, soutien de l’équipe depuis l’accession en Nationale 1. En 2012 s'initie un partenariat avec la Mutuelle MFTEL, initialement pour trois ans. Dans le cadre de cet accord, les joueurs du CMHB28 interviennent auprès des enfants en situation de handicap afin de leur faire découvrir la pratique du handball. Il y a aussi Renault Chartres (Groupe Lamirault Automobiles) et Century 21 Maitrejean Immobilier. Le magagsin Covent Garden de Chartres est l'habilleur officiel du club en 2014-2015.
Pour la saison 2019-2020, celle du retour en première division, les deux sponsors principaux du clubs sont Aqualter, producteur et distributeur d’eau potable, et Synelva, fournisseur d’électricité et de gaz, qui fournissent chacun 250 000 €. La communauté d'agglomération est toujours autant présente. Le CCMHB possède ensuite onze sponsors majeurs, six institutionnels (publics), vingt catégorisés comme « fournisseurs officiels » et enfin trente-deux partenaires officiels.

#### Éléments comptables
Le budget prévisionnel du club augmente au fil des saisons et du championnat disputé. En 2009, les bénévoles du club gèrent un budget de 350 000 euros. Lors de la saison 2011-2012 et la montée en ProD2, le budget se situe dans le premier tiers du championnat grâce à la participation des partenaires, et notamment la Ville de Chartres et le Conseil général. Il est à hauteur de 1,2 M€ et est considérablement élevé pour la saison suivante (1,6 M€). En 2013-2014, Chartres se donne les moyens de ses ambitions avec le deuxième plus gros budget du championnat (environ 2 millions d’euros). En 2014-2015, le budget de Mainvilliers-Chartres handball est de 2,2 M€, le plus gros des clubs d'Eure-et-Loir et le deuxième de ProD2. Pour sa première saison dans l'élite, le club est doté d'un budget de 2,935 M€ notamment grâce à la ville et à la Communauté d'agglomération.
En 2017-2018, après échoué à la remontée malgré le statut de favori, le CMHB28 part avec le plus gros budget du championnat (3,17 M€) et la masse salariale la plus importante (1,92 M€). La saison qui suit, Chartres présente de loin le plus gros budget de Proligue (3,3 M€), l'équivalent du onzième budget de l'élite et une masse salariale moindre mais toujours la plus élevée (1,6 M€). Pour sa deuxième saison dans l'élite, Chartres affiche un budget de 3,6 M€. Pour la saison 2022-2023, le directeur général Philippe Besson déclare en juin 2022 : « On garde le même budget (que la saison précédente, 3,6 M€) et la même masse salariale. Les montants n'ont pas changé depuis trois ans ».
| Saison   | 2009-2010   | 2010-2011   | 2011-2012 | 2012-2013 | 2013-2014 | 2014-2015 | 2015-2016 |
| Division | Nationale 1 | Nationale 1 | ProD2     | ProD2     | ProD2     | ProD2     | D1        |
| Budget   | 350 k€      | -           | 1,2 M€    | 1,6 M€    | 2,1 M€    | 2,2 M€    | 2,935 M€  |
|          |             |             |           |           |           |           |           |
| Saison   | 2016-2017   | 2017-2018   | 2018-2019 | 2019-2020 | 2020-2021 | 2021-2022 | 2022-2023 |
| Division | Proligue    | Proligue    | Proligue  | Starligue | Starligue | Starligue | Starligue |
| Budget   | 3,0 M€      | 3,17 M€     | 3,26 M€   | 3,6 M€    | 3,6 M€    | 3,6 M€    | 3,6 M€    |

### Infrastructures

#### Salles

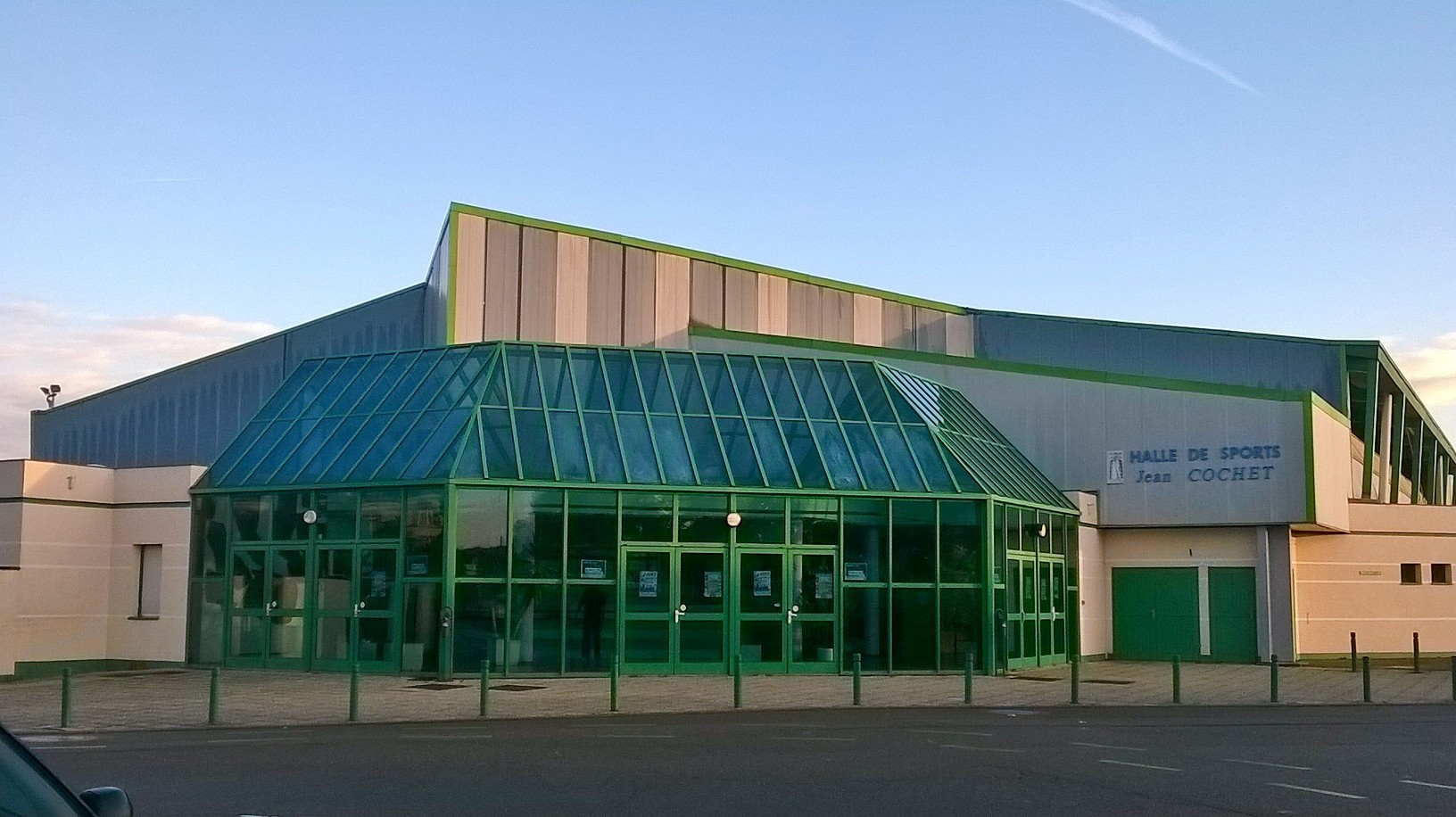
Façade de la Halle Jean-Cochet.

Les premières rencontres du club se déroulent souvent en plein air, quel que soit le temps. En 1971, la construction de la salle des sports Pierre-de-Coubertin facilite le développement de la section au niveau départemental et régional. En 1998, la construction de la salle Bernard-Maroquin, aux dimensions réglementaires pour les championnats, coïncide avec l'accès de l'équipe fanion au niveau national.
En National 3 et N2, l'équipe fanion joue quelques fois par saison ses matchs à domicile à la Halle Jean-Cochet. À partir de la montée en N1 en 2007, la Halle devient le fief de l'équipe. Avec sa capacité d'accueil de 1 200 places, le club fait le plein à chaque match de la saison 2014-2015. Mais la halle ne remplit pas le cahier des charges de la première division. Inaugurée en 1991, la halle est en dessous des 1 500 places minimum pour accueillir un match de première division. De plus, le cahier des charges du handball d'élite impose un revêtement au marquage unique et bicolore, incompatible avec le parquet multi-tracés existant. Des aménagements sont réalisés, à l'intersaison 2015, pour un investissement de 530 000 €, afin de permettre au club d'évoluer dans sa salle en première division.

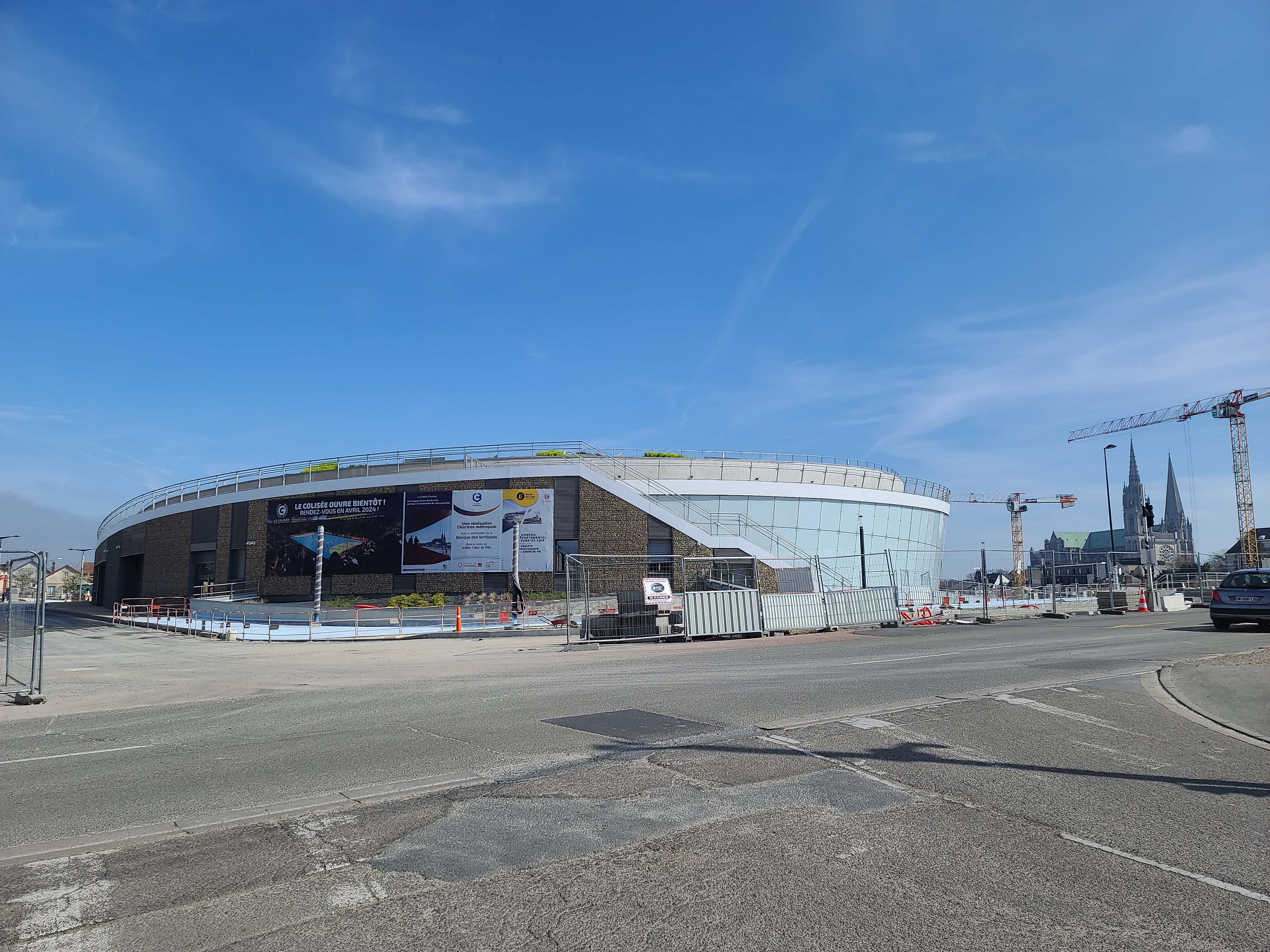
Le Colisée accueille les matchs du club depuis 2024.

Les autres équipes du club accueillent leurs adversaires à la salle Bernard-Maroquin (400 places) située à Mainvilliers.
Projet lancé en 2012 lors de la rénovation du pôle-gare de Chartres, le projet du Colisée est prévu à proximité d'un parking souterrain de 1 200 places et pourra accueillir 3 800 à 4 000 supporters en configuration handball. En juin 2022, le directeur général Philippe Besson déclare « L'outil nous amènera des ressources supplémentaires. […] On reste sur une ouverture entre septembre et novembre 2023. Notre but est de construire quelque chose de pérenne et sera d'offrir un spectacle de qualité et de haut niveau pour remplir la salle ». Le club inaugure ce nouveau complexe modulable le 5 avril 2024 lors d'un match contre Limoges.

#### Centre de formation
En février 2014, la direction du club annonce la création de son centre de perfectionnement, centre de formation pas encore labellisé, pour la saison 2014-2015.
Pour 2015-2016, le club embauche un troisième éducateur aux côtés des anciens joueurs Romain Vimard et Reda Yesli. La mission est confiée à l'ancien international Sébastien Ostertag, qui met un terme à sa carrière mais reste en Eure-et-Loir. Pas conservé dans l'effectif, le gardien Sylvain Astruc intègre également le staff, sans être salarié à plein-temps, avec comme rôle la préparation spécifique des gardiens de but de l'équipe première et du centre de formation.
En 2019, la mise en place de la société par actions simplifiées doit gérer l'équipe professionnelle mais aussi le centre de formation. Jérôme Delarue, écarté de la gestion de l'équipe première, doit retourner son rôle de directeur du centre pour la saison 2019-2020. La SAS C'Chartres Métropole Handball reçoit l'agrément pour une période de quatre ans en juillet 2019.
Après la gestion par Yann Lemaire, son adjoint Fabrice Rouyer le remplace pour la saison 2021-2022 au poste de responsable du CFCP agréé (Centre de Formation de Club Professionnel) et à la tête de l'équipe réserve en N1.

## Personnalités du club

### Dirigeants
| Nom                                         | Période     |
| ------------------------------------------- | ----------- |
| Jean Piedallu                               | 1969 - 1983 |
| Michel Bonnefoy                             | 1983 - 1985 |
| Bernard Sicard                              | 1985 - 1992 |
| Philippe Besson                             | 1992 - 2019 |
| Baron (SAS)- Solomon (association)          | 2019 - 2024 |
| Solomon (SAS)- Laurent Leparc (association) | depuis 2024 |

Le premier président, membre de l'équipe fondatrice, est Jean Piedallu. Il passe la main en mai 1983 à Michel Bonnefoy, qui reste en poste deux saisons. De septembre 1985 à août 1992, Bernard Sicard est à la tête du club.
En 1984, Philippe Besson, futur président, rejoint le club en tant que joueur. Besson joue jusqu'en 1993 après être devenu président en septembre 1992,. En 2018-2019, il fête sa 28ème saison de présidence, un record au club. Au terme de la saison 2018-2019, l'ancien joueur du club Ghennadii Solomon devient vice-président.
À l'été 2013, un poste de manager général est créé. D'abord proposé à l’entraîneur sortant Benoit Guillaume, il est finalement attribué à Thibaut Karsenty qui l’exécute à mi-temps avec son statut de joueur. Il s'occupe notamment de la logistique des déplacements, de la partie équipementiers/partenaires et encadre une des équipes de jeunes. Il ne participe néanmoins pas à la renégociation des contrats tant qu'il est joueur.
Le 1er juillet 2019, le club passe en société par actions simplifiée. Sponsor du club depuis plusieurs années, Steeve Baron en prend la présidence. Philippe Besson devient salarié de la SAS en tant que directeur administratif et financier. Ex-entraîneur en première division, Raphaël Geslan est nommé directeur général. Ancien joueur au club et vice-président depuis alors un an, Ghennadii Solomon prend la présidence de l'association Mainvilliers-Chartres HB. Ce dernier sera nommé comme nouveau président du C'Chartres Métropole Handball en juillet 2024, Steeve Baron ayant choisi de ne pas renouveler son contrat, jugeant être arrivé au bout de son projet.
| Rôle                                 | SAS             | Association       |
| ------------------------------------ | --------------- | ----------------- |
| Président                            | Steeve Baron    | Ghennadii Solomon |
| Directeur général                    | Raphaël Geslan  | Thibaut Karsenty  |
| Directeur administratif et financier | Philippe Besson |                   |

### Entraîneurs
| Période         | Nom               |
| --------------- | ----------------- |
| 1984 - 1988     | Gilles Blanchouin |
| 1998 - 2013     | Benoit Guillaume  |
| 2013-oct. 2015  | Pascal Mahé       |
| déc. 2015-2018  | Jérémy Roussel    |
| 2019-avril 2023 | Toni Gerona       |

Dès 1978, Gilles Blanchouin est actif au sein du Mainvilliers-Chartres HB. Il est joueur pendant dix ans puis arbitre et entraineur de l’équipe fanion à partir de 1984. Pendant quatre ans, Blanchouin mène l'équipe de Pré-nationale à la Nationale 2. En même temps, il intègre le Comité d’Eure-et-Loir de handball puis la Ligue du Centre et la Fédération française. Après deux montées successives, les joueurs prennent alors la décision de s'auto-gérer en matière d'entraînement.
Jean-Luc Le Gall commence l'entraînement à 18 ans au CPB Rennes, où il est aussi joueur. Il prend ensuite en charge la section sport étude de Chartres pendant de nombreuses années. Lors de la saison 1994-1995, il est à la tête de l'équipe fanion du club à la suite de Vincent Rongeot. Le Gall encadre ensuite les féminines de Toulon (2001-2004), Créteil en LNH (2004-2006) puis Sélestat (2008-2015). Il devient ensuite coordinateur sportif au Brest Bretagne Handball.
Thierry Debanne assure le rôle d'entraîneur quelques mois lors de l'exercice 1995-1996. Il est ensuite enseignant de handball et de motricité ainsi qu'entraîneur de l'équipe universitaire à l'Université Paris-Sud.
En 1998, Benoit Guillaume devient l'entraîneur de l'équipe première, alors en Nationale 3. Enfant du CS Mainvilliers, Guillaume est d'abord joueur au club jusqu'en Nationale 2, avant de se consacrer au rôle d'entraîneur en même temps que des emplois d'éducateur sportif. Quinze ans plus tard et trois accessions en cinq saisons, l'équipe est montée en ProD2, l'antichambre de l'élite. En avril 2013, le président Philippe Besson décide de ne pas le reconduire pour la saison suivante, alors que l'objectif des play-offs est atteint. En CDI, il lui est proposé de rester au club en tant que manager général. Guillaume refuse ce poste et attaque le club en justice pour licenciement abusif.

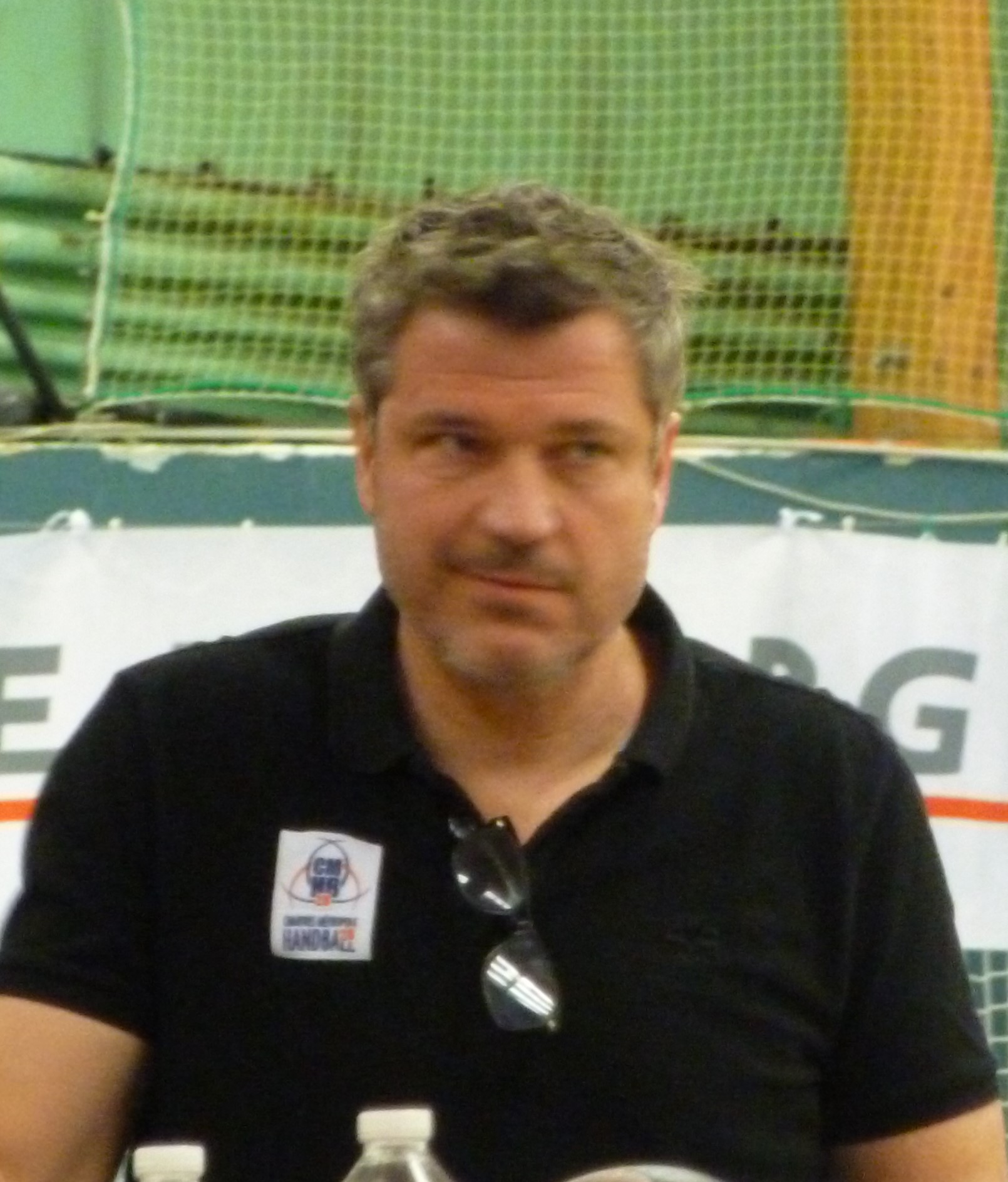
Pascal Mahé en mars 2014.

Pour lui succéder, le « Barjot » Pascal Mahé, parmi les joueurs les plus capés en équipe de France, est choisi. Après une huitième place décevante en 2013-2014, Mahé et ses joueurs terminent quatrième de ProD2 en 2014-2015 avant de remporter les play-off et d'accéder pour la première fois de l'histoire du club en D1. Après deux mois dans l'élite et un premier point acquis à la huitième journée, Mahé est écarté fin octobre 2015.

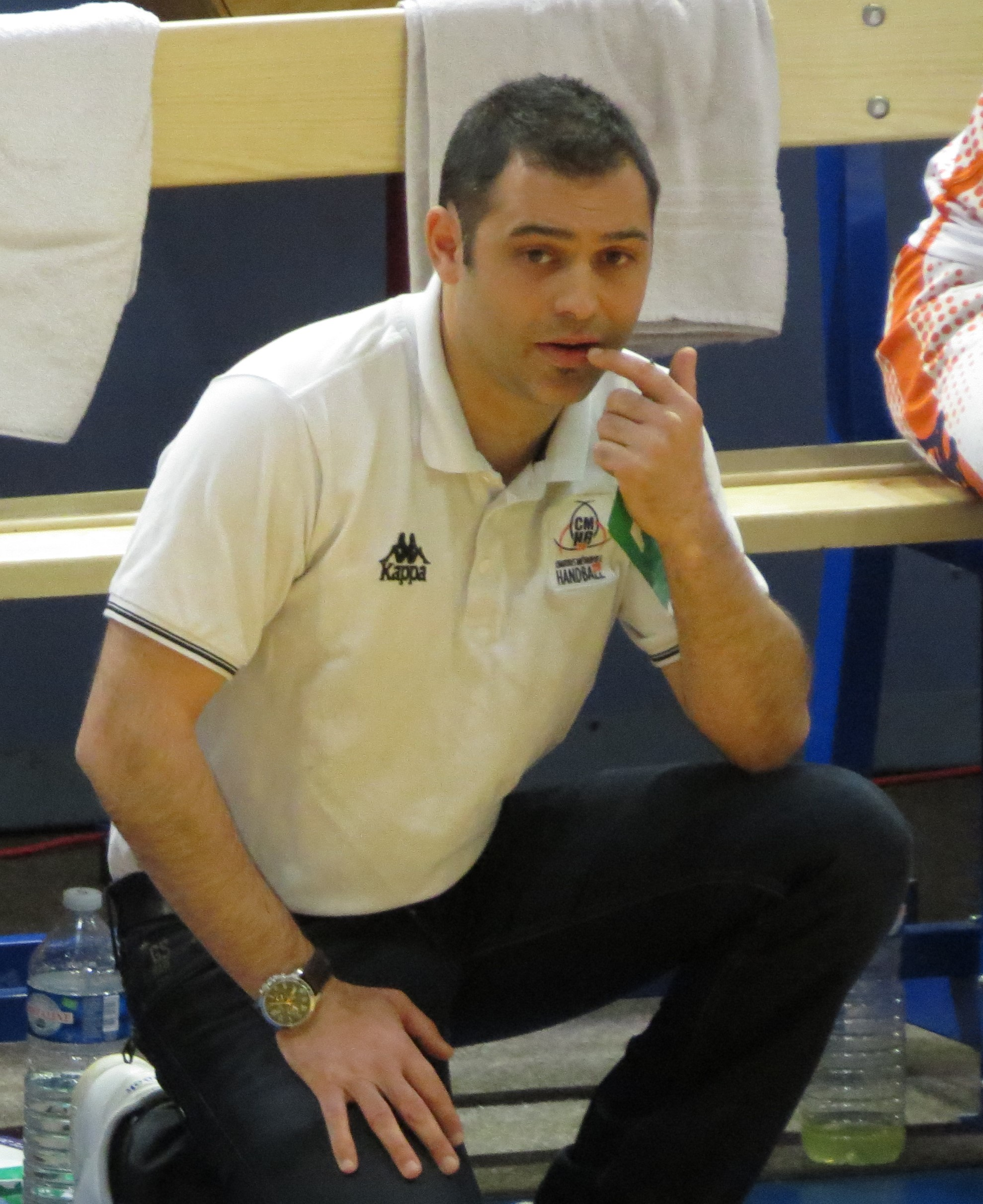
Jérémy Roussel en mai 2016.

Après un intérim assuré par le duo Delarue-Karsenty, c'est Jérémy Roussel, tout juste limogé du Metz Handball, qui est nommé. Malgré les quelques victoires obtenues, il ne peut éviter la relégation. Roussel hisse le club en finale de play-off après une cinquième place en phase régulière lors de la saison 2016-2017. L'année suivante, le club termine second mais échoue en demi-finale. Roussel est écarté au terme de cette saison 2017-2018.
Jérôme Delarue est choisi en interne pour lui succéder. Au club depuis cinq ans, adjoint de l'équipe fanion depuis quatre et ayant tenu l'intérim lors du passage de Mahé à Roussel, Delarue est secondé par l'ex-international et joueur du club Sébastien Ostertag. Bien qu'obtenant la montée en première division avec le titre de champion de D2, le duo Delarue-Ostertag n'est pas reconduit pour la saison 2019-2020.
L'Espagnol francophone Toni Gerona arrive sur le banc chartrain pour une saison, plus une en option, en combinant avec le poste de sélectionneur de l'équipe de Tunisie, avec laquelle il a remporté la CAN 2018 avant de se classer 12e du championnat du monde 2019. Auparavant, Toni Gerona officie dans le club qatari d'El Jaish (2015-2017). Mais l'essentiel de sa carrière est fait au FC Barcelone, où il reste seize ans à former les jeunes, entraîner l'équipe réserve et faire partie du staff de l'équipe première pendant trois saisons. La direction du club lui concède un staff technique plus élargi, composé notamment de Pierre Gomez (préparateur physique) et du jeune retraité chartrain Ricardo Candeias (gardiens). Ce dernier est remplacé par le Serbe Nebojša Stojinović à partir de la saison suivante,. En janvier 2021, Toni Gerona prolonge son contrat de deux saisons supplémentaires, soit jusqu’en juin 2023,. Fin 2022, le club annonce que l'entraîneur espagnol ne sera pas conservé au terme de son contrat à la suite des résultats de l'exercice 2022-2023 peu convaincants. En quatre saisons, Gerona permet au CCMHB de passer un cap, stabilisant l'équipe en première division avec trois maintiens de suite, et hisse à deux reprises l'équipe en demi-finales de la Coupe de France (2020 et 2022) et au moins un quart de finale en 2023. Mais Toni Gerona est finalement démis de ses fonctions mi-avril, avant même la fin de son contrat, à la suite des mauvais résultats de Chartres (sept défaites en huit matchs en 2023 et quatorzième, premier non-relégable, avec deux points d'avance en Starligue).
Mi-mars 2023, la direction du club annonce que le Serbe Nebojša Stojinović, jusqu'alors adjoint de Gerona, lui succédera à la tête de l'équipe à partir de la saison 2023-2024. Le préparateur physique d'alors, Amor Khedria, sera son adjoint. Mais, après l'éviction de Gerona dès avril 2023, Stojinović prend la tête de l'équipe avec quelques mois d'avance.
| Liste des entraîneurs depuis 1984 | Liste des entraîneurs depuis 1984 |
| Période                           | Nom                               |
| --------------------------------- | --------------------------------- |
| 1984 à 1988                       | Gilles Blanchouin                 |
| 1988-1989                         | Aucun (autogestion)               |
| 1989-1990                         | Michèle Gasnier-Lepagnot          |
| 1990 à 1992                       | Aucun (autogestion)               |
| 1992 à 1994                       | Vincent Rongeot                   |
| 1994-1995                         | Jean-Luc Le Gall                  |
| 1995-fév. 1996                    | Thierry Debanne                   |
| mars 1996 à 1998                  | Aucun (autogestion)               |
| 1998 à 2013                       | Benoît Guillaume                  |
| 2013 à oct. 2015                  | Pascal Mahé                       |
| novembre 2015                     | Delarue-Karsenty (interim)        |
| déc. 2015 à 2018                  | Jérémy Roussel                    |
| 2018-2019                         | Jérôme Delarue                    |
| 2019 à avril 2023                 | Toni Gerona                       |
| depuis avril 2023                 | Nebojša Stojinović                |

### Joueurs emblématiques
| Rang                                | Nom               | Nbr | Période   |
| ----------------------------------- | ----------------- | --- | --------- |
| 1                                   | Sergueï Koudinov  | 11  | 2014-2025 |
| 2                                   | Alric Monnier     | 10  | 2008-2018 |
| -                                   | Nebojša Grahovac  | 10  | 2013-2023 |
| 4                                   | Mourad Khabir     | 8   | 2005-2013 |
| -                                   | Saša Mitrović     | 8   | 2006-2014 |
| -                                   | Maxime Cherblanc  | 8   | 2008-2016 |
| 7                                   | Ghennadii Solomon | 7   | 2007-2014 |
| -                                   | Samuel Foucault   | 7   | 2009-2016 |
| -                                   | Robin Molinié     | 7   | 2012-2019 |
| mise à jour : fin de saison 2024-25 |                   |     |           |

| Rang | Nom              | Période     |
| ---- | ---------------- | ----------- |
| 1    | Raoul Prandi     | ? à 2007    |
| 2    | Saša Mitrović    | 2007 à 2013 |
| 3    | Maxime Cherblanc | 2013-14     |
| 4    | Alric Monnier    | 2014 à 2018 |
| 5    | Robin Molinié    | 2018-19     |
| 6    | Zacharia N'Diaye | 2019 à 2021 |
| 7    | Morten Vium      | 2021 à 2023 |
| 8    | Vanja Ilić       | depuis 2023 |

Au milieu des années 2000, les arrivées successives des internationaux Raoul Prandi (2003), Mourad Khabir (2005) et Saša Mitrović (2006) donnent au club une base qui lui permet de grandir. Le club monte en Nationale 1, bien aidé par la longévité au club de ces joueurs.
En février 2003, l'ex-international au parcours sinueux, Raoul Prandi, contacte l'entente Mainvilliers-Chartres et son président Philippe Besson. Ce dernier avoue en 2006 : « C'est le profil que l'on recherchait depuis un bon moment, mais pas d'un tel niveau pour autant. […] Lors la saison précédente, nous avions commencé a mettre en place des moyens, avec un recrutement extérieur plus conséquent ». Capitaine jusqu'en 2007, Prandi prend sa retraite au terme de la saison 2008-2009.
En 2005, l'arrière gauche Mourad Khabir arrive sous les couleurs du Mainvilliers-Chartres. Avant sa venue, le MCHB est en Nationale 3 et bute tous les ans sur la marche supérieure. Son association avec Prandi, entre autres, est l’élément déclencheur de la progression du club. Lors de sa première saison, le club est invaincu en championnat. Puis, en Nationale 2, Mitrovic renforce l'équipe : la base arrière propulse le club vers la Nationale 1 en une seule saison. Après quatre saisons en Nationale 1, Mourad Khabir connait une troisième accession, en ProD2, l'antichambre de l'élite française. Au fil du temps, le handballeur passe du statut de joueur vedette à celui de doublure sur un autre poste, celui d'ailier. À partir de la saison 2013-2014, Mourad Khabir ne fait plus partie de l’effectif fanion mais évolue avec l'équipe réserve.
Arrivé en 2006, en N2, Mitrović monte de suite en N1 avec Chartres et se voit proposer le brassard de capitaine durant l'été 2007. Meilleur arrière droit de Nationale 1 en 2008-2009, il est éloigné cinq mois des terrains à cause d'une pubalgie. Au terme de la saison 2010-2011, à 38 ans passés, le géant serbe reprend son titre de meilleur arrière droit de N1. En mai 2014, à 41 ans, il met un terme à sa carrière de joueur professionnel. L’arrière droit vit huit saisons au Chartres MHB 28, de la Nationale 2 à la ProD2. Mitrović continue lui aussi avec la réserve, pour encadrer les jeunes, avant de prendre sa retraite sportive en 2016.

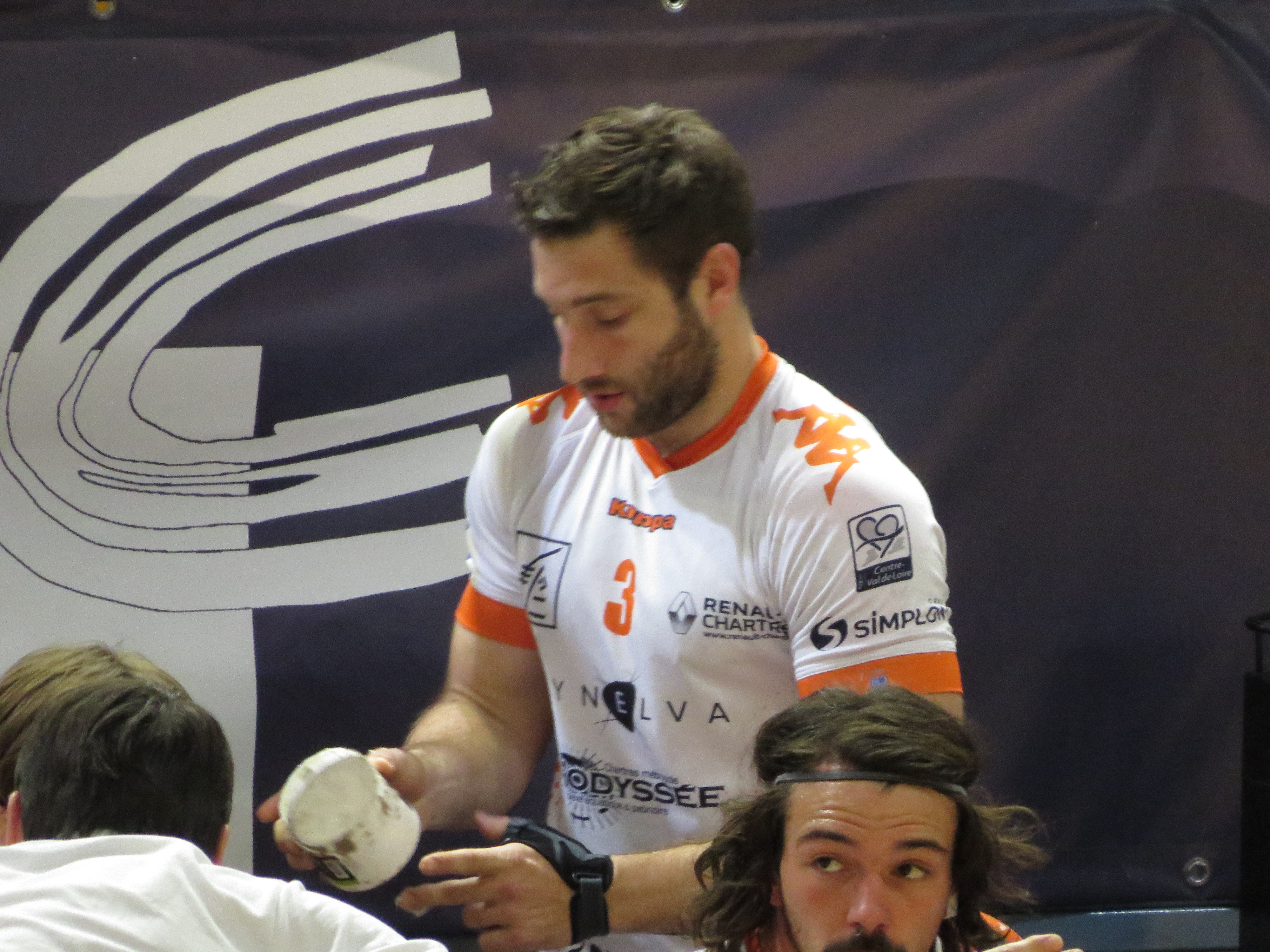
Alric Monnier, recordman de saisons passées au club.

Formé au club, Alric Monnier revient à Chartres en 2008 après trois ans à Angers. Monnier participe à la montée en ProD2 du club chartrain en 2011 en remportant le championnat de Nationale 1. Début 2014, il se blesse au genou. Pouvant également évoluer sur la base arrière, Monnier est alors l’un des joueurs cadres de l’effectif, notamment en défense. En novembre 2014, Monnier réintègre le groupe chartrain après neuf mois d'absence et est élu capitaine par ses coéquipiers. Arrivé en 2008, il prolonge son contrat en 2016 et se lie au club chartrain jusqu’en juin 2018. « Cette prolongation va m'amener sur ma 10e saison au club. Je suis très fier de cette longévité, car dans le handball actuel, cela n'arrive plus beaucoup. Je suis très attaché à ce maillot sous lequel j'ai vécu plein d'émotions, et rencontré des gars géniaux », se réjouit l’arrière droit, dans un communiqué du club.

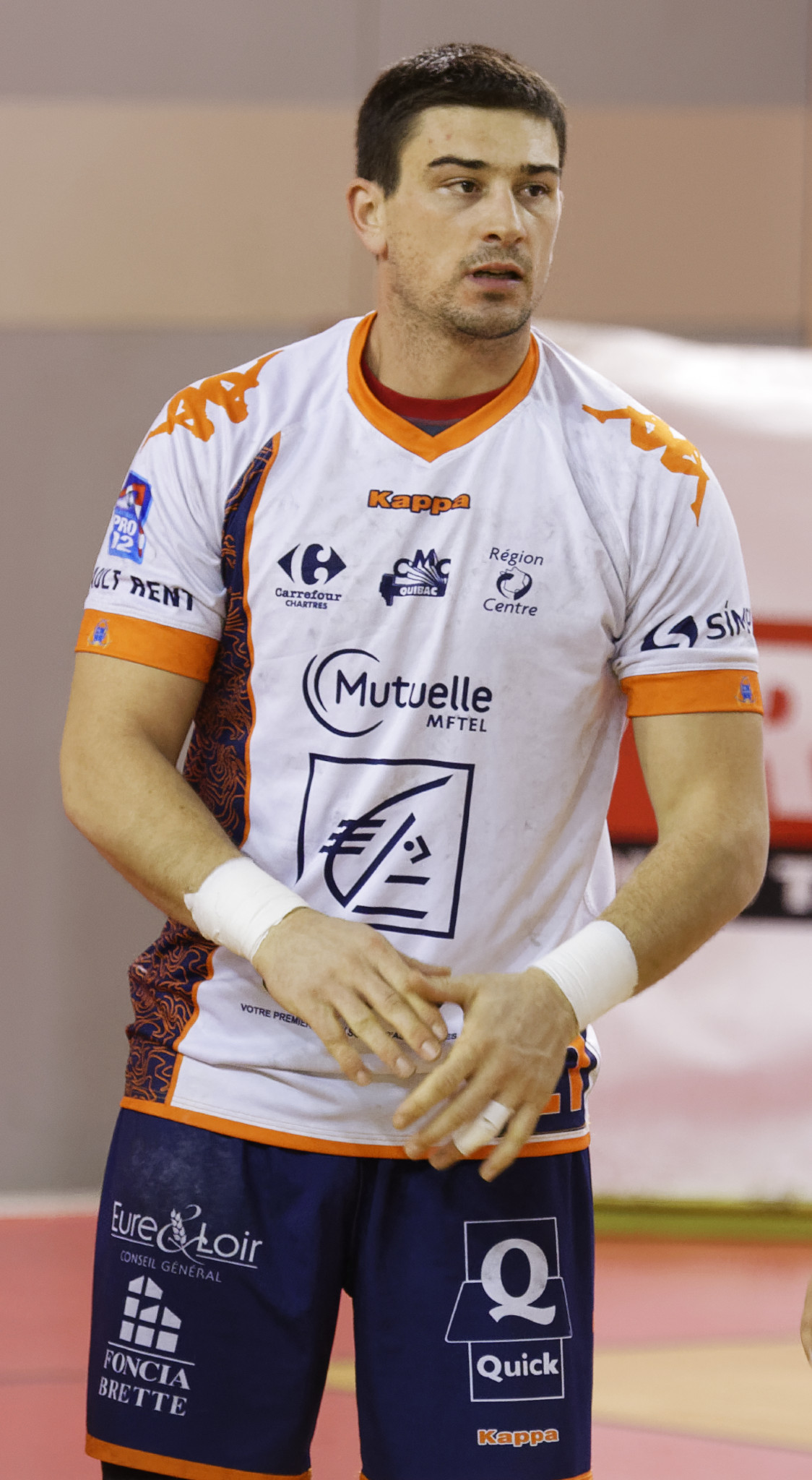
Maxime Cherblanc en décembre 2014.

En 2008, Maxime Cherblanc renforce le collectif chartrain. Au terme de la saison 2010-2011, il est élu pivot le plus performant de Nationale 1, et ce pour la troisième fois d'affilée. Deux ans plus tard, c'est meilleur pivot de ProD2 qu'il est élu. Durant l'été 2013, Pascal Mahé devient l’entraîneur du Chartres MHB 28 et choisi Cherblanc comme capitaine. Le pivot aborde alors sa sixième saison sous les couleurs chartraines. En 2016, en fin de contrat, il quitte le club après huit saisons dans l'équipe, une longévité égale à celle des premiers joueurs phares du club Khabir et Mitrović.
Joueur du CMHB28 à partir de 2012, Robin Molinié suit une troisième fois son cousin et aussi joueur important du club, Émeric Paillasson. Demi-centre, il se décale progressivement au poste d'arrière gauche où il devient un cadre de l'effectif. Quatrième meilleur buteur de ProD2 2013-2014, il prolonge son contrat de deux saisons puis idem en 2016. Fin mai 2015, il est quatorzième meilleur buteur de D1 (101 buts). En 2018-2019, il est capitaine du groupe chartrain mais n'est pas conservé en fin de saison.
Plusieurs internationaux rejoignent le CMHB 28 au fil de sa montée en puissance. Outre Raoul Prandi, les Français Sébastien Mongin et Ostertag (2012-2015), Yohann Ploquin (2016-2017) ou encore Grégoire Detrez (2017-2018) portent le maillots chartrains. Certains étrangers, majoritairement de l'Europe de l'Est, sont aussi des joueurs majeurs lors de leur passage au club : le moldave Ghennadii Solomon (2007-2014), le bosnien Nebojša Grahovac (2013-2023), le slovène Borut Oslak (2013-2016), le russe Sergueï Koudinov (depuis 2014).

## Autres équipes

### Équipe réserve
| Compétitions nationales             | Compétitions régionales                |
| ----------------------------------- | -------------------------------------- |
| - Nationale 3 (1) - Champion : 2015 | - Pré-nationale (1) - Champion en 2014 |

En 2013-2014, l'équipe réserve de Mainvilliers-Chartres accède en Nationale 3 en étant invaincu. Aidès par quelques glorieux anciens : Mitrović, Solomon, Romain Vimard, Reda Yesli, Khabir et Frédéric Capitain ; les jeunes atteignent l'objectif fixé par le club de faire monter une seconde équipe au niveau national. Avec l'ouverture du centre de perfectionnement pour la saison 2014-2015 et le recrutement de Jérôme Delarue, chargé de sa mise en place et de la gestion de l'équipe, cela permet de constituer l'ossature de l'équipe promise à l'accession directe en Nationale 2.
À partir de la saison 2014-2015, la réserve chartraine passe aussi sous le nom de « Chartres Métropole Handball 28 » comme le groupe fanion. Le championnat est facile pour l'équipe B avec 22 victoires en autant de matches, la meilleure attaque et la meilleure défense de la poule 2. Renforcée à l’intersaison par la prise de recul d'anciens cadres de la ProD2 comme le capitaine Saša Mitrović ou le pivot Ghennadii Solomon, le groupe obtient le droit de disputer la finale de N3 à la Halle Carpentier de Paris, face au champion d'Outre-mer. Au coup de sifflet final, Chartres s’impose et inscrit pour la deuxième fois son nom au palmarès de la Nationale 3 Masculine, neuf ans après l'équipe première. Cette même année, l'équipe 3 du club est promue en Pré-nationale.
Évoluant en Nationale 2 2018-2019, l'équipe B termine troisième de la poule 2. En raison de l'élargissement de la Nationale 1 de 32 à 48 clubs décidée après la saison sportive, Chartres monte en N1 2019-2020, faisant partie des quatre meilleurs troisièmes.
L'équipe réserve passe alors sous la direction de la section professionnelle du club. Yann Lemaire en est l'entraîneur, en parallèle de son poste de responsable du nouveau CFCP agréé (Centre de Formation de Club Professionnel). Son adjoint Fabrice Rouyer, déjà à la tête de la réserve en 2012-2013 et ensuite au service de l’équipe professionnelle en tant que vidéaste, le remplace à son départ à l'été 2021.

### Équipes jeunes

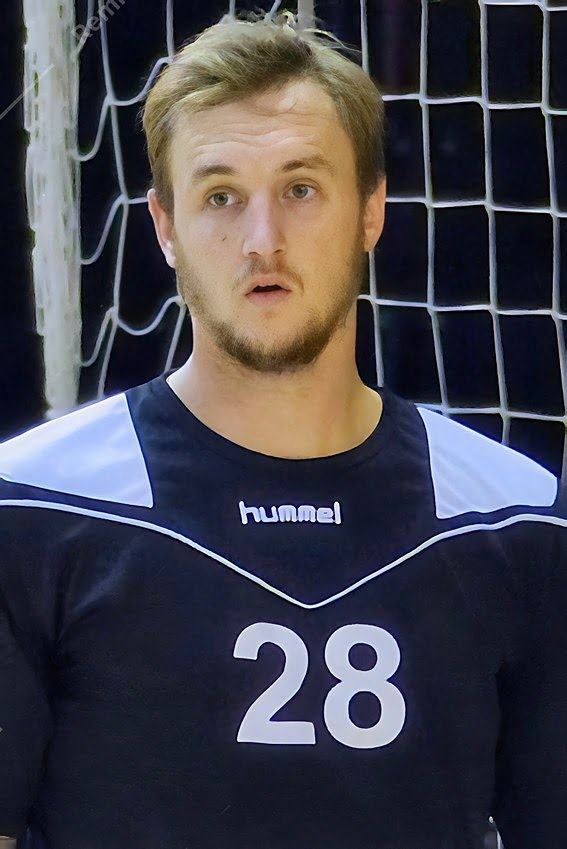
Valentin Porte est la vitrine de la formation chartraine.

Entre 2006 et 2008, le futur international français Valentin Porte évolue en juniors au club. En même temps, Quentin Minel y fait aussi ses gammes.
En 2014-2015, les moins de 18 ans atteignent les quarts-de-finale du championnat de France de la catégorie et les moins de 14 ans remportent le titre régional.
Pour 2015-2016, le club embauche un troisième éducateur aux côtés des anciens joueurs Romain Vimard et Reda Yesli. La mission est confiée à l'ancien international Sébastien Ostertag, qui met un terme à sa carrière.
Pour la saison 2019-2020, hormis les deux équipes seniors évoluant sous l’appellation C'CMHB, l'association Mainvilliers-Chartres handball compte plus de vingt équipes jeunes dont une au niveau régional par catégorie et des moins de 18 ans nationaux.

## Culture populaire

### Supporters
Un groupe de supporters appelé les « Orange H'and Blue » voit le jour en octobre 2013, à l'aube de la troisième saison du club en Pro D2 et est, depuis, présent à chaque match à domicile. L'initiative est menée par une quinzaine de jeunes passionnés du club, présents à la Halle Jean-Cochet depuis plusieurs années. Les premiers Orange H'and Blue sont au nombre de 112 la première année de leur existence, en 2013-2014.
En 2014-2015, un autres groupe de supporters voit le jour, nommé la « Brigade 28 ». Comptant une dizaine de membres, ils sont présents à chaque match a domicile et à plusieurs reprises à l'extérieur.
Lors de la saison 2014-2015, le club compte 160 abonnés qui viennent encourager les handballeurs chartrains tous les quinze jours à la halle Jean-Cochet.
Pour la montée dans l'élite en 2015-2016, grâce à la mise en place d'une billetterie informatisée et à la numérotation des sièges de la halle Jean-Cochet, les tickets peuvent être réservés sur internet.
De retour en première division pour 2019-2020, le club doit bloquer les ventes d'abonnements à 414 et en refuse environ 70. Le C'CMHB fait rapidement face à un manque de capacité de la Halle Jean-Cochet (1 200 places dont 1 014 assises). Pour chaque match, il ne reste que quelques sièges ouverts à la vente, après avoir ôté celles réservées aux VIP (90), partenaires (470), abonnés et supporters adverses (40). « C’est un vrai casse-tête, regrette le directeur général. On nous adresse des reproches, mais on n’a aucune marge de manœuvre malheureusement » assure Raphaël Geslan, directeur général.
| Public | Partenaires | Abonnés | Invitations | Adversaire | Vente libre | Total |
| Nombre | 470         | 414     | 90          | 40         | 186         | 1 200 |

### Affluences
En 2012-2013, Chartres remplit à chaque rencontre de D2 les 1 200 places de la Halle Jean-Cochet, qui est alors la dix-huitième salle en termes de taux de remplissage. Il en va de même en 2013-2014 et 2014-2015, la taille de la salle empêchant d'accueillir davantage de personnes. Lors de la finale aller des play-offs contre Mulhouse, ils sont 1 400 supporters, un record. Deux heures avant le match, environ cent personnes attendent devant la halle, et une heure avant le début de la rencontre la salle est déjà pleine.
Pour l'exercice 2017-2018 en D2, Chartres fait partie des deux seules équipes à être au-dessus des 80 % de remplissage (avec Limoges) et cumule une affluence totale de 15 200 pour un taux de 97 %.
Pour son retour dans l'élite en 2019-2020, le club joue toutes ses premières journées à guichet fermé. « Contre Paris, on aurait certainement pu faire 3 000 spectateurs » assure Raphaël Geslan, directeur général.
| Saison      | 2012-2013 | 2013-2014 | 2014-2015 | 2015-2016 | 2016-2017 | 2017-2018 | 2018-2019 | 2019-2020 |
| Division    | D2        | D2        | D2        | D1        | D2        | D2        | D2        | D1        |
| Affluence   | 1 200     | 1 200     | 1 200     | 1 200     | n.c.      | 1 169     | n.c.      | 1 200     |
| Remplissage | 100 %     | 100 %     | 100 %     | 100 %     | n.c.      | 97 %      | n.c.      | 100 %     |

### Relations avec les médias
Comme la commune de Chartres, le club est couvert par l'Écho républicain (presse quotidienne régionale), la radio Intensité (radio locale), la web TV locale le28.tv. Le C'Chartres MHB n'a pas de média comme partenaire propre.
Durant sa période en ProD2, de 2011 à 2015, une grande partie des rencontres du club sont diffusées les vendredis ou samedis à 20 h 30 sur le site-internet de la Fédération française de handball voire sur Ma Chaine Sport, chaine intégrée au bouquet SFR Sport en juin 2016. Lors de ses saisons en première division, les matchs sont visibles uniquement sur BeIn Sports le mercredi à 20 h 30.